# Torre de la Presó de Gerri
La Torre de la Presó de Gerri és una torre de defensa medieval de l'antic terme de Gerri de la Sal, a la comarca del Pallars Jussà, a l'actual terme municipal de Baix Pallars. És a la part més alta de la vila de Gerri de la Sal, als peus del paratge de Capdevila, a prop de la Font de la Vila.
De planta quadrada, murs de considerable gruixària, i aparell sense desbastar excepte en les cantonades. La porta es troba actualment encegada, i és situada en el parament nord. En l'actualitat, els pisos interiors han desaparegut, però els murs conserven una alçada de dos o tres pisos. En concret, la planta fa 7,15 x 7,4 metres, amb un gruix de parets d'1,65 m. Té una alçada d'uns 10 metres. Un parell de portes -una d'elles tapiada- i diverses espitlleres es troben a les diferents parets de la torre. Les pedres són poc treballades, però molt ben arrenglerades, cosa que porta a suposar una construcció del segle xiii.